# Papa John's Pizza
Papa John's Pizza è una catena di pizzerie in franchising statunitense. Ha sede a Jeffersontown, Kentucky.

## Storia
Fondata il 2 ottobre 1984, attualmente la compagnia possiede oltre 4.700 pizzerie, di cui 2.600 negli Stati Uniti e le altre distribuite in 30 paesi. Papa John's Pizza è la terza catena di pizzerie di pizza da asporto degli Stati Uniti, dietro a Pizza Hut e Domino's Pizza.

## Slogan
Il suo slogan è "Better Ingredients. Better pizza." ("Migliori ingredienti. Miglior Pizza.")